# Thomas Bates

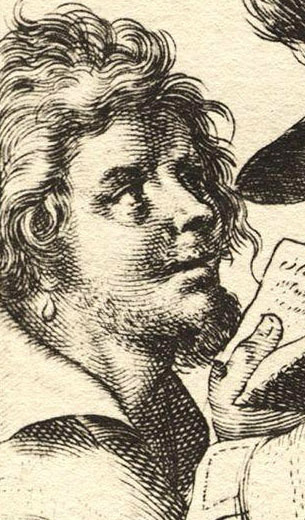
Gravure de Thomas Bates par Crispin de Passe l'Ancien.

Thomas Bates, né à une date inconnue et mort le 30 janvier 1606, était un membre du groupe de catholiques anglais qui ont planifié la Conspiration des poudres en 1605, un complot visant à assassiner le roi Jacques Ier d'Angleterre. Bates fut accusé de hautes trahisons et jugé à Westminster Hall le 27 janvier 1606, aux côtés de sept de ses compagnons conspirateurs.